# Sigmund Carl von Castel-Barco

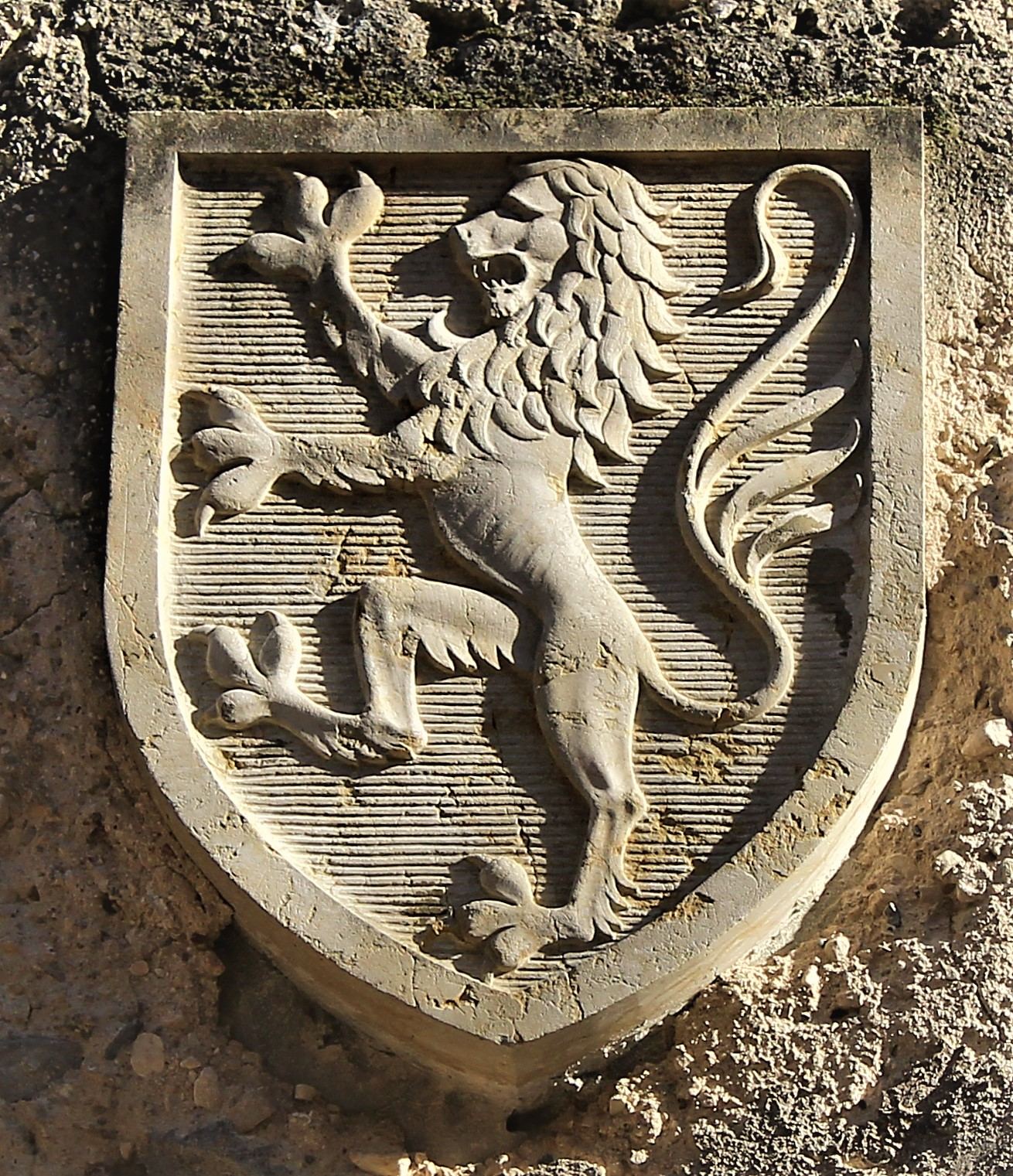
Stammwappen der Castelbarco

Sigmund Carl von Castel-Barco (auch Sigmund Carl von Castelbarco oder Sigmund Carl von Castro-Barco; * 9. Januar 1661 in Loppio; † 3. März 1708) war 1697–1708 Fürstbischof von Chiemsee.

## Leben
Seine Eltern waren Franz von Castelbarco und Claudia Dorothea Gräfin Lodron. Sigmund Carl war Freiherr der vier Vikariate Ala, Avio, Brentonico und Mori sowie Herr von Gresta. Nach dem Studium beider Rechte in Salzburg, Mantua und Rom war er zeitweise Mitarbeiter der Sacra Rota Romana. Seit 1678 besaß er ein Domkanonikat in Salzburg und 1684 wurde er Domkapitular in Passau. Nach der am 19. März 1687 erfolgten Priesterweihe wurde er ein Jahr später vom Salzburger Erzbischof Johann Ernst von Thun zum Präsidenten des Hofrats ernannt. Zudem war er kaiserlicher Geheimer Rat.
Nach dem Tod des Chiemseer Bischofs Sigmund Ignaz von Wolkenstein-Trostburg ernannte Erzbischof Thun am 13. Januar 1697 Sigmund Carl von Castel-Barco zu dessen Nachfolger. Die Einsetzung erfolgte am 5. Mai 1697. Ein Jahr später wurde er zum erzbischöflich salzburgischen Geheimen Rat befördert.
Für sich und seine Amtsnachfolger erhielt er den Zellhof im Erzstift Salzburg, auf den er jedoch bald wieder verzichten musste. Dagegen gelang es ihm, das Untere Weiherschlössel, das zum chiemseeischen Besitz gehörte und seit Anfang des 17. Jahrhunderts an Salzburger Kapitulare verpachtet war, wieder freizubekommen. Der von seinem Vorgänger begonnene Umbau der Salzburger Residenz der chiemseeischen Bischöfe, dem Chiemseehof, wurde während seiner Amtszeit abgeschlossen. 1699 stieg er zum Präsidenten des Geheimen Rates in Salzburg auf.
Als er 1699 in das Kloster Herrenchiemsee eine Diözesansynode einberufen wollte, geriet er mit dem Herrenchiemseer Propst, der das Amt des Archidiakons bekleidete und als solcher für die Diözese Chiemsee Priester approbierte, in einen Kompetenzstreit, der erst 1707 beigelegt werden konnte. Mit dem ergangenen Urteil wurden die Rechte des Diözesanbischofs zwar auch über das Kloster Herrenchiemsee anerkannt, nicht jedoch die Abhaltung von Synoden in der Klosterkirche, die zugleich Bischofskathedrale war, genehmigt. Deshalb wurden die Diözesansynoden bis zur Auflösung des Bistums 1807 in der zum Sprengel gehörenden Pfarrkirche von St. Johann in Tirol abgehalten.
Zu einem weiteren Rechtsstreit kam es mit dem Salzburger Erzbischof, als Sigmund Carl von Castel-Barco im Chiemseehof Priester ohne Zustimmung des Ortsbischofs weihte. Der vor die Kurie getragene Prozess wurde 1705 zugunsten des Erzbischofs entschieden. Vermutlich deshalb sollte Castel-Barco auf Wunsch des Wiener Hofs, zu dem er über gute Beziehungen verfügte, Nachfolger des kränklichen Gurker Fürstbischofs Otto de la Bourde werden, der ihn jedoch um einige Monate überlebte.